# L'Héritage (serie televisiva)
L'Héritage è una serie tv canadese iniziata nel 1987 e terminata nel 1990, diretta da Aimé Forget, scritta da Victor-Lévy Beaulieu e trasmessa sulla rete canadese SRC.

## Trama
Héritage è la storia della famiglia Galarneau. Xavier Galarneau (Gilles Pelletier) è un agricoltore duro e severo, appassionato dai cavalli. Vive a Trois-Pistoles con i suoi figli Junior (Yves Desgagnés) e Miville (Robert Gravel) e sua figlia Julie (Sylvie Léonard).
Xavier detesta Miville, ed il figlio contraccambia l'odio in quanto il padre non intende lasciargli la terra in eredità, nonostante lui sia il figlio maggiore. Nessuno riesce veramente a comprendere il carattere di Xavier, eccetto sua figlia Miriam (Nathalie Gascon) che vive a Montréal. 
Miriam e suo padre condividono un terribile segreto: un figlio, che Miriam tiene nascosto a Montréal. Xavier ne è il padre e Miriam l'ha concepito quando aveva solo 14 anni.

## Curiosità
L'attore canadese Roy Dupuis interpreta, nella serie tv, il personaggio di M.Leduc.